# Chrysoperla argentina
Chrysoperla argentina is een insect uit de familie van de gaasvliegen (Chrysopidae), die tot de orde netvleugeligen (Neuroptera) behoort. 
Chrysoperla argentina is voor het eerst wetenschappelijk beschreven door González Olazo in 2002.